# Grainetier
Un grainetier est un meuble de métier comprenant de nombreux tiroirs ou bacs inclinés de profondeur très variable. Leur face avant peut être en partie constituée d'un verre laissant voir le niveau du contenu. Ce type de meuble est généralement bas, recouvert d'une tôle.
il servait à classer et entreposer les graines et semences agricoles. Il était à la fois utilisé à la campagne mais aussi chez les marchands de graines en ville.
Le grainetier était généralement fabriqué en bois massif, avec une taille plutôt massive. Sa particularité est qu’il possédait exclusivement des tiroirs, et en haut des tablettes escamotables sous le plateau supérieur. Les tiroirs avaient une façade vitrée pour pouvoir observer à la fois le type de graines et la quantité de semences depuis l’extérieur. Ils étaient aussi généralement divisés en deux compartiments par une séparation en bois. 
L’ouverture se fait via des poignes en demi-lune ou coquilles, l’encoche tournée vers le sol.
Les dimensions et le nombre de tiroirs variaient d’un meuble grainetier à l’autre, selon les besoins. La longueur du meuble entier est normalement importante, directement liée à la taille de la boutique qui l'abritait. On trouve aujourd'hui des grainetiers raccourcis pour servir de commode et s'adapter aux intérieurs actuels,.